# Войчех Поляк
Во̀йчех По̀ляк (на полски: Wojciech Polak) е полски римокатолически духовник, доктор по морално богословие, ректор на Примасовата духовна семинария (1999 – 2003), викарен епископ на Гнезненската архиепархия и титулярен епископ на Монте ди Нумидия (2003 – 2014), генерален секретар на Полската епископална конференция (2011 – 2014), гнезненски архиепископ митрополит и примас на Полша от 2014 година.

## Биография
Войчех Поляк е роден на 19 декември 1964 година в Иновроцлав. През 1983 година завършва средно образование в Трети общообразователен лицей в Торун. Продължава образованието си в Примасовата духовна семинария в Гнезно. През 1988 година защитава магистърска теза по морално богословие в Папския богословски факултет в Познан.
Ръкоположен е за свещеник на 13 май 1989 година в Гнезненската катедрала от кардинал Юзеф Глемп, полски примас. В периода 1989 – 1991 година служи като викарий на енория в Бидгошч. През 1991 година е изпратен да специализира морално богословие в Папския Латеранска университет в Рим. На 13 ноември 1995 година защитава докторска дисертация по морално богословие на тема: „Църквата, грехът, помирението. Връзката между еклесиологията и църковното измерение на греха и помирението в преподаването на следсъборния Магистериум на Църквата“ (на италиански: Chiesa, peccato, riconciliazione. Il rapporto tra l’ecclesiologia e la dimensione ecclesiale del peccato e della riconciliazione nell’insegnamento del Magistero postconciliare). От 1 септември същата година е преподавател по морално богословие в Примасовата семинария и Примасовия богословски институт в Гнезно, както и в Примасовия институт за християнска култура в Бидгошч. През 1998 година започва да преподава в университет „Адам Мицкевич“ в Познан. На 1 август 1999 година е избран за ректор на Примасовата семинария в Гнезно.
На 8 април 2003 година папа Йоан Павел II го номинира за викарен епископ на Гнезненската архиепархия и титулярен епископ на Монте ди Нумидия. Приема епископско посвещение (хиротония) на 4 май в Гнезненската катедрала от ръката на Хенрик Мушински, гнезненски архиепископ, в съсложие със Станислав Гондецки, познански архиепископ и Богдан Войтуш, титулярен епископ на Васинаса. През 2011 година е избран за генерален секретар на Полската епископална конференция. На 17 май 2014 година папа Франциск го номинира за гнезненски архиепископ митрополит и примас на Полша. Приема канонично архиепархия и влиза в Гнезненската катедрала на 7 юни.